# Altaiwiesel
Das Altaiwiesel (Mustela altaica), auch unter dem missdeutenden Namen Alpenwiesel bekannt, ist eine in Asien lebende Raubtierart aus der Familie der Marder (Mustelidae).

## Beschreibung
Altaiwiesel weisen den für Wiesel typischen Körperbau mit lang gestrecktem, schmalem Rumpf und relativ kurzen Gliedmaßen auf. Die Fellfärbung ändert sich mit den Jahreszeiten, der Fellwechsel ist allerdings weniger ausgeprägt als bei verwandten Arten, etwa dem Hermelin. Das Sommerfell ist grau oder graubraun, das Winterfell ist heller, meist dunkelgelb oder hellbraun, wobei die Unterseite fast weißlich ist. Diese Tiere erreichen eine Kopf-Rumpf-Länge von 22 bis 28 Zentimetern, der Schwanz ist wie bei allen Wieseln relativ kurz und misst 9 bis 14 Zentimeter. Männchen wiegen rund 220 bis 350 Gramm und sind somit schwerer als Weibchen, die nur 120 bis 220 Gramm erreichen.

## Verbreitung und Lebensraum

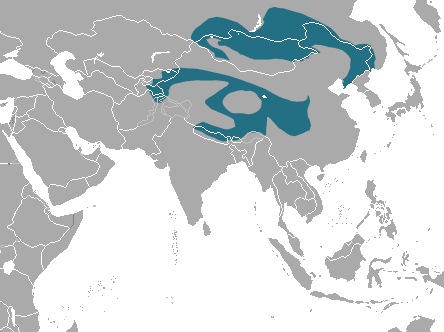
Verbreitungsgebiet des Altaiwiesels

Altaiwiesel sind vom südlichen Sibirien und der Himalaya-Region bis in das nördliche China und Korea verbreitet. Sie bewohnen Bergregionen bis in 3500 Meter Höhe. Ihr Lebensraum sind Steppen und baumbestandene Gebiete.

## Lebensweise
Altaiwiesel sind vorrangig dämmerungs- oder nachtaktiv. Tagsüber ziehen sie sich in Nester zurück, die sie in Felsspalten, im Wurzelwerk der Bäume oder in verlassenen Bauen anderer Tiere errichten. Außerhalb der Paarungszeit leben sie einzelgängerisch.
Es sind geschickte Jäger, die sich vorwiegend von Wühlmäusen und Pfeifhasen ernähren. In geringerem Ausmaß nehmen sie auch andere Säugetiere, Vögel, Echsen und Insekten zu sich.
Nach einer rund 40-tägigen Tragzeit bringt das Weibchen etwa im Mai zwei bis acht Jungtiere zur Welt. Diese werden mit zwei Monaten entwöhnt und selbständig, Geschwister bleiben aber oft bis in den Herbst hinein zusammen.

## Bedrohung
Da Altaiwiesel als schädlich eingestufte Nagetiere verzehren, wird ihnen in der Regel mit Wohlwollen begegnet. Die Verarbeitung des Altaiwieselfells spielt, im Gegensatz zu verwandten Arten, nur eine untergeordnete Rolle, sodass die Art weit verbreitet ist und nicht zu den bedrohten Arten zählt.